# 1747年の相撲
1747年の相撲（1747ねんのすもう）は、1747年の相撲関係のできごとについて述べる。

## 興行
- 6月場所（京都相撲）[1]
  - 7月31日（旧6月24日）より興行